# Juk do
Juk do (ook wel: Jook do) is de Koreaanse benaming voor het bamboezwaard dat in diverse Koreaanse vechtkunsten zoals kumdo wordt gebruikt. Het zwaard staat in het westen beter bekend onder de Japanse naam; Shinai.